# 번개오색나비
번개오색나비(Apatura iris)는 네발나비과 오색나비속에 속하는 나비 가운데 하나이다. 네발나비과에 속하는 나비 가운데 큰 편이다. 앞날개 가운데에는 두 개의 커다란 뱀눈 무늬가 있고 뒷날개에는 뚜렷한 흰색 띠가 가운데를 가로지르고 있다. 나비의 이름은 앞뒤 날개의 흰 무늬를 맞추면 수직으로 번갯불 모양의 무늬가 만들어지기 때문에 붙여진 이름이다.